# Movistar Plus+
Movistar Plus+ est le nom commercial de l'abonnement à la plateforme de télévision numérique détenue par Telefónica qui opère en Espagne et est distribuée par l'intermédiaire de fibres optiques, ADSL et de satellites tels que Astra.
C'est le plus important fournisseur de télévision par abonnement en Espagne avec 3,9 millions de clients et 46 % de part de marché.

## Historique
La plate-forme a été officiellement lancée le 8 juillet 2015, provenant de la fusion entre Canal+ et Movistar TV.
Le 21 septembre 2015, Telefónica annonce lancer une chaîne temporaire Star Wars en Espagne sur sa plateforme payante Movistar+ avec les films et des documentaires devant s'arrêter avec la sortie de Star Wars, épisode VII : Le Réveil de la Force,.
Le 1er décembre 2015, la plateforme annonce le lancement d'une nouvelle chaîne intitulée #0.
Le 4 juillet 2017, Movistar+ lance une chaîne temporaire à l'occasion de la sortie de Cars 3 du 14 au 30 juillet qui diffuse des films Disney et Pixar.
Le 19 janvier 2022, le service est rebaptisé Movistar Plus+,.
Le 11 Avril 2024, à l’occasion du quart de finale de la ligue des champions opposant le PSG au FC barcelone, le consultant Mono Burgos fait un commentaire jugé raciste au sujet du joueur Yamal Lamine. En conséquence, le FC Barcelone a fait savoir qu’il boycottait la chaîne espagnole à l’issue de la rencontre. Aucun membre de la délégation catalane n’est allé s’exprimer au micro de Movistar. La délégation parisienne agit de même en solidarité face à ces propos.